# Аліпієві печери
Аліпієві печери — печерний комплекс на Болдиних горах у Чернігові. Печери були вириті в 1917 р. Ієромонахом Троїцького Ільїнського монастиря Аліпієм (Яковенко Олександр Андрійович).

## Опис
Печеру копати почав Аліпій у травні 1918 р. за 50 м на північ від садових воріт Троїцького монастиря. Основною робочою силою були монахи і монахині приблизно в кількості 17 чоловік, але були серед його помічників і прості обивателі. Землю виносили у мішках в порослий кущами та деревами яр, тому її майже не було видно на відстані.
Клодько Максим Тимофійович згадує: «Копали великі підземні приміщення оригінальним образом, що не вимагає ніяких інструментів і пристосувань, крім звичайних заступів, кирок і мішків для транспортування землі. Спочатку пробивали похилу галерею до рівня склепіння, а потім копали зверху вниз, так, що можна було створити підземелля будь-якої висоти, не використовуючи сходів або лісів.» Печерний комплекс був пишно прикрашений настінними розписами і різьбою по глині стін і зводів. Розписували стіни і склепіння галерей та приміщень відразу по ходу робіт. Цю роботу виконав сам Аліпій, дві дівчини-черниці — Килина та Орина і чернець Михайло. Дівчата займалися орнаментом, а Михайло писав ікони. 25 листопада1919 р.(офіційно) печерний монастир був освячений і тут же припинив своє існування через політичні обставини. Але печери добудовувались таємно ще до 1922 р. 
Приблизно з 1922 і по 1941 рр. печери не використовувались за призначенням. Під час бомбардувань Чернігова німецькою авіацією в печерах обвалилася велика церква. До початку 70-х років ХХ ст. у підземеллі господарювали місцеві підлітки. Сліди їх перебування і досі зберігають стіни приміщень та галерей. 1969 р. чернігівські спелео-археологи під керівництвом Г. О. Кузнецова здійснили дослідження печер, печери знайшли на відстані 80 м від південно-західного кута огорожі верхньої садиби Троїцько-Іллінського монастиря. Під час дослідницьких робіт була здійснена фотофіксація приміщень печерного комплексу та його художнього оздоблення, зроблені кольорові художні копії окремих малюнків та типів орнаменту, знятий план пам'ятки та виконані її обміри, знятий топографічний план підземного комплексу. 
Згідно топографічної зйомки, загальна довжина приміщень та галерей, які вціліли, склала 120 м, з яких більше 50 м знаходилося в аварійному стані. Після завершення робіт вхід до печери був засипаний. Тоді ж було констатовано, що стан Аліпієвих печер аварійний. На момент проведення досліджень вхід у підземелля являв собою круглий отвір діаметром близько 0,5 м. Поступово висота лазу збільшувалася, і через 4,5 м він з'єднувався з круглим у плані приміщенням. Праворуч та ліворуч від нього відходили дві галереї. Права галерея вела до «ризниці», у якій, хоча і у пошкодженому стані, але все ж таки ще зберігалася значна частина прикрас у вигляді рельєфних зображень та розписів, а також вирубані у ґрунті ослони уздовж стін. Вхід з «ризниці» до головної галереї комплексу — «ходу Омофор» — мав вигляд вузького лазу, хоча далі його висота дорівнювала 1,9 м. Уздовж стін галереї на висоті 1,5 м від підлоги був зафіксований рельєфний фриз, який складався з трикутних ніш та хрестів між ними. 
У приміщенні з гробницею на той час існувало зображення розп'яття та земляний надгробок. 2010 р. у зв'язку з проваллям, що утворилося на одній з ділянок означеного печерного комплексу, пам'ятка знову була обстежена археологічною експедицією НАІЗ «Чернігів стародавній». В порівнянні з 1970 р., коли здійснювалися передостанні дослідження комплексу, його стан значно погіршився. Зникли настінні розписи, які були тоді в відносно задовільному стані і мали реставраційну перспективу. Галереї, якими можна було пересуватися на повний зріст, в даний час на 50 % висоти заповнені обваленою та намитою з поверхні землею. 
Була здійснена фотофіксація сучасного стану пам'ятки. Подальші дослідження були припинені з причин небезпеки. Цього разу також археологи констатували стан печер як аварійний і вони продовжують руйнуватися. Печери складалися з комплексу приміщень та келій, які були побудовані упродовж головної галереї, яка мала форму вісімки. В центрі галереї була вирита традиційна для православних українців трибанна церква, ймовірна побудована на зразок церкви Феодосія Тотемського у Антонієвих печерах. Усі кімнати були зв'язані між собою. Найцікавішим приміщенням вважається ризниця, стіни були прикрашені українським орнаментом. В стіні був вирізаний великий хрест. За переказами ігумен Аліпій підготував собі це приміщення як усипальницю. Поруч були побудовані келії ченців для їх постійного проживання. Відомо також, що печери спочатку були прикрашені ще й рушниками та народними іконами, які приносили місцеві мешканці. Таким чином, Аліпієві печери більше нагадували не обитель ченців-аскетів, а звичайну сільську українську церкву.